# Ешлі Бенсон
Ешлі Вікторія Бенсон (англ. Ashley Victoria Benson; нар. 18 грудня 1989, Лонг-Біч, Каліфорнія, США) — американська акторка театру та кіно, співачка, танцюристка. Найвідоміша за серіалами «Дні нашого життя» і «Милі ошуканки». Володарка премій «Вибір тінейджерів» (2014, 2015, 2016), «Молодий Голлівуд» (2011).

## Біографія
Народилася 18 грудня 1989 року в Лонг-Біч, Каліфорнія, США. У два роки Бенсон почала займатися танцями, у п'ять років стала займатися вокалом та брати участь у фотосесіях. У 8 років стала працювати з модельним агентством Ford Models, знімалася в рекламі. Тоді ж почала грати в театрі і вирішила стати акторкою.

## Кар'єра
На початку 2000-х років Бенсон виконувала епізодичні ролі в кіно і телесеріалах. Популярність вона отримала після ролі в мильній опері «Дні нашого життя», в якій знімалася з 2004 по 2007 роки. В 2008 році знялася в серіалі «Надприродне». У 2009 році Бенсон отримала роль Мії Торколетті в телесеріалі «Іствік» і знялася у всіх 13 серіях. З 2010 року по 2017 рік виконувала одну з головних ролей у молодіжному драматичному серіалі «Милі ошуканки», що виходить на каналі ABC Family. Також вона з підліткового віку дружить з колегою по зйомках, американською акторкою Люсі Гейл (Арія Монтгомері). В 2013 році з'явилась у серіалі «Рейвенсвуд», спінофі серіалу «Милі ошуканки». В 2015 знялась в фільмі «Пікселі» в ролі Леді Лізи.

## Особисте життя
Під час роботи над "Милими маленькими брехунами" недовго зустрічалася з колегою Тайлером Блекберном, залишилися друзями. З серпня 2018 по квітень 2020 зустрічалась із американською моделлю та акторкою Карою Делевінь. Зустрічалася з репером G-Eazy з 2020 по 2021 рік.
З лютого 2023 року в стосунках з Брендоном Девісом (онуком покійного мільярдера Марвіна Девіса).
Наразі мешкає в Лос-Анджелесі.

## Фільмографія
| Рік       |    | Українська назва                                            | Оригінальна назва                              | Роль                            |
| --------- | -- | ----------------------------------------------------------- | ---------------------------------------------- | ------------------------------- |
|           | ф  | постпродакшн                                                | Lapham Rising                                  |                                 |
| 2021      | ф  | Торт зі смаком помсти                                       | The Birthday Cake                              | Трейсі                          |
| 2018      | кф | завершений                                                  | Ask Me If I Care                               | Еліс                            |
| 2018      | ф  |                                                             | Her Smell                                      | Роксі Роттен                    |
| 2010—2017 | с  | Милі ошуканки                                               | Pretty Little Liars                            | Ханна Марін                     |
| 2016      | ф  |                                                             | Chronically Metropolitan                       | Джессі                          |
| 2016      | ф  | Елвіс та Ніксон                                             | Elvis & Nixon                                  | Маргарет (білетерка)            |
| 2015      | с  |                                                             | Barely Famous                                  | у ролі себе (1 епізод)          |
| 2015      | ф  | Пікселі                                                     | Pixels                                         | Леді Ліза                       |
| 2015      | ф  |                                                             | Ratter                                         | Емма                            |
| 2013—2014 | с  |                                                             | Ravenswood                                     | Ханна Марін (2 епізоди)         |
| 2014      | мс | Гріфіни                                                     | Family Guy                                     | Дакота (голос, 1 епізод)        |
| 2013      | с  | (мінісеріал)                                                | Hey Tucker!                                    | Ешлі (2 серії)                  |
| 2013      | с  | Як я зустрів вашу маму                                      | How I Met Your Mother                          | Карлі (1 епізод)                |
| 2012      | ф  | Відв'язні канікули                                          | Spring Breakers                                | Бріт                            |
| 2012      | кф |                                                             | Hot Chelle Rae: Honestly                       | дівчина                         |
| 2011      | с  |                                                             | CollegeHumor Originals                         | жінка (1 епізод)                |
| 2010      | тф | Різдвяний Купідон                                           | Christmas Cupid                                | Кейтлін Квінн                   |
| 2010      | кф |                                                             | One Call: BlackLight                           | кохана дівчина                  |
| 2009—2010 | с  | Іствік                                                      | Eastwick                                       | Міа Торколетті (12 епізодів)    |
| 2008      | с  | Надприродне                                                 | Supernatural                                   | Трейсі Девіс (1 епізод)         |
| 2008      | с  | C.S.I.: Місце злочину Маямі                                 | CSI: Miami                                     | Емі Бек (1 епізод)              |
| 2008      | тф | Приголомшлива п'ятірка: Техаський скандал у групі підтримки | Fab Five: The Texas Cheerleader Scandal        | Брук Тіппіт                     |
| 2008      | кф | відеофільм                                                  | Puddle of Mudd: We Don't Have to Look Back Now | дівчина                         |
| 2008      | ф  | Барт зняв номер у готелі                                    | Bart Got a Room                                | Еліс                            |
| 2007      | кф |                                                             | NLT: That Girl                                 | кохана дівчина                  |
| 2007      | в  | Добийся успіху: Все за перемогу                             | Bring It On: In It to Win It                   | Карсон                          |
| 2004—2007 | с  | Дні нашого життя                                            | Days of Our Lives                              | Ебі (Ебіґейл) Деверо (45 серій) |
| 2006      | с  | Чужа сім'я                                                  | The O.C.                                       | Райлі (1 епізод)                |
| 2005      | с  |                                                             | 7th Heaven                                     | Марго (2 епізоди)               |
| 2005      | с  |                                                             | Zoey 101                                       | Кендіс (1 епізод)               |
| 2005      | кф |                                                             | Neighbors                                      | Мінді                           |
| 2004      | с  |                                                             | Strong Medicine                                | Ейпріл (1 епізод)               |
| 2004      | ф  | Із 13 в 30                                                  | 13 Going On 30                                 | одна із «шести лялечок»         |
| 2002      | кф |                                                             | Lil Romeo & Solange Knowles: True Love         | дівчина                         |
| 2002      | с  |                                                             | Nikki                                          | танцівниця (1 епізод)           |
| 2002      | с  | Західне крило                                               | The West Wing                                  | дівчина (1 епізод)              |
| 2002      | с  |                                                             | The District                                   | Мелісса Говелл (1 епізод)       |